# Bjäresjöstenen 3
Bjäresjöstenen 3 (även känd som Bergsjöholmstenen) är en runsten i granit (DR 289). Den danske runologen Thorsen fann tillsammans med en skånsk präst stenen 1845 på herrgården i Bergsjöholm; den flyttades till Bergsjöholm, och restes på en hög, höger om vägen. Stenen placerades senare på ett cementfundament i parken vid Bjärsjöholms slott där den fortfarande står.
En translitterering av inskriften lyder:
fraþi × risþi × st(e)n × þansi × aftiR × ulaf × mak × sia × ¶ × trek × harþa × kuþan ×
Transkribering till normaliserad fornvästnordiska:
Fraði/Freði reisti stein þenna eptir Ólaf, mág sinn, dreng harða góðan.
Tolkning:
Frede reste sten denna efter Olav, måg sin, (en) kämpe mycket god.